# Lachamp-Raphaël
Lachamp-Raphaël è un comune francese di 87 abitanti situato nel dipartimento dell'Ardèche della regione dell'Alvernia-Rodano-Alpi.

## Società

### Evoluzione demografica
Abitanti censiti